# Loi relative à l'activité et au contrôle des établissements de crédit
Lire en ligne

Lire sur Légifrance

La loi bancaire de 1984, ou loi no 84-46 du 24 janvier 1984 relative à l'activité et au contrôle des établissements de crédit, est un texte législatif promulgué sous le gouvernement Pierre Mauroy (PS).

## Histoire
La loi met fin à la spécialisation des banques, qui peuvent depuis commercialiser plusieurs types de services. Elle confie l'ensemble des fonctions de tutelle administrative et de contrôle de la profession bancaire à trois instances collégiales distinctes, au fonctionnement desquelles la Banque de France est étroitement associée : le Comité de la réglementation bancaire, le Comité des établissements de crédit et la Commission bancaire. 